# Спінень (комуна)
Спінень, Спінені (рум. Spineni) — комуна у повіті Олт в Румунії. До складу комуни входять такі села (дані про населення за 2002 рік):
- Алунішу (477 осіб) — адміністративний центр комуни
- Вінець (332 особи)
- Давідешть (108 осіб)
- Куза-Воде (182 особи)
- Оптешань (166 осіб)
- Профа (817 осіб)
- Спінень (314 осіб)

Комуна розташована на відстані 128 км на захід від Бухареста, 37 км на північ від Слатіни, 73 км на північний схід від Крайови, 132 км на південний захід від Брашова.

## Населення
За даними перепису населення 2002 року у комуні проживали 2396 осіб.
Національний склад населення комуни:
| Національність | Кількість осіб | Відсоток |
| -------------- | -------------- | -------- |
| румуни         | 2363           | 98,6%    |
| цигани         | 31             | 1,3%     |
| угорці         | 1              | < 0,1%   |
| серби          | 1              | < 0,1%   |

Рідною мовою назвали:
| Мова      | Кількість осіб | Відсоток |
| --------- | -------------- | -------- |
| румунська | 2395           | > 99,9%  |
| угорська  | 1              | < 0,1%   |

Склад населення комуни за віросповіданням:
| Релігія       | Кількість осіб | Відсоток |
| ------------- | -------------- | -------- |
| православні   | 2341           | 97,7%    |
| адвентисти    | 53             | 2,2%     |
| римо-католики | 1              | < 0,1%   |
| атеїсти       | 1              | < 0,1%   |